# Tom Virtue
Tom Virtue, född 19 november 1957 i Sherman i Texas, är en amerikansk skådespelare. Han är känd för att spela rollen som Steve Stevens i Disney Channel-serien Even Stevens, och pastorn Stone, i ABC Family-serien The Secret Life of the American Teenager.

## Filmografi (i urval)

### Filmer
- 1982 – Tex
- 1997 – En mumie på rymmen
- 1998 – Brink!
- 1999 – Dorothy Dandridge
- 1999 – Horse Sense
- 2000 – Return to Me
- 2000 – Miraklet på bana 2
- 2000 – Josef: Drömmarnas Konung (röst)
- 2003 – The Even Stevens Movie
- 2004 – Hair Show
- 2005 – Kicking and Screaming
- 2006 – Jamies dagbok
- 2007 – Blades of Glory
- 2007 – Bristande bevis
- 2009 – The Ugly Truth
- 2009 – Extract
- 2011 – Transformers: Dark of the Moon
- 2012 – Hitchcock
- 2012 – The Guilt Trip
- 2013 – Iron Man 3
- 2014 – A Haunted House 2
- 2015 – The Wedding Ringer
- 2015 – Broken Horses
- 2015 – Flipped
- 2016 – Live by Night
- 2018 – Green Book
- 2018 – The Thinning: En ny världsordning
- 2019 – Plus One
- 2020 – Blindfire
- 2021 – No Man of God
- 2022 – To Leslie
- 2023 – Big George Foreman

### TV-serier
- 1989 – 21 Jump Street (TV-serie)
- 1989 – Roseanne (TV-serie)
- 1991 – Lagens änglar (TV-serie)
- 1991 – Fresh Prince i Bel-Air (TV-serie)
- 1994 – Walker, Texas Ranger (TV-serie)
- 1995 – Lois & Clark (TV-serie)
- 1995–2001 – Star Trek: Voyager (TV-serie)
- 1996–2000 – Pacific Blue (TV-serie)
- 1997–2000 – Beverly Hills (TV-serie)
- 1997 – Murphy Brown (TV-serie)
- 1997 – Ally McBeal (TV-serie)
- 1997 – Alex Mack (TV-serie)
- 1997–1998 – Nash Bridges (TV-serie)
- 1998 – Chicago Hope (TV-serie)
- 1998 – Ensamma hemma (TV-serie)
- 1999 – Dharma & Greg (TV-serie)
- 1999 – Arkiv X (TV-serie)
- 1999 – Martial Law (TV-serie)
- 2000 – Sjunde himlen (TV-serie)
- 2000 – Nollor och nördar (TV-serie)
- 2000 – Sabrina tonårshäxan (TV-serie)
- 2000–2003 – Even Stevens (TV-serie)
- 2000–2004 – Malcolm – Ett geni i familjen (TV-serie)
- 2000–2004 – Gingers dagbok (TV-serie) (röst)
- 2002 – Freaky Finnertys (TV-serie)
- 2002 – Firefly (TV-serie)
- 2002 – På heder och samvete (TV-serie)
- 2003 – Monk (TV-serie)
- 2003 – Nip/Tuck (TV-serie)
- 2003–2009 – CSI: Crime Scene Investigation (TV-serie)
- 2004 – Reba (TV-serie)
- 2004 – Six Feet Under (TV-serie)
- 2004 – That's so Raven (TV-serie)
- 2004 – Jordan, rättsläkare (TV-serie)
- 2004 – Desperate Housewives (TV-serie)
- 2005 – Arrested Development (TV-serie)
- 2005 – Förhäxad (TV-serie)
- 2005 – Everwood (TV-serie)
- 2005 – Kungen av Queens (TV-serie)
- 2005 – Curb Your Enthusiasm (TV-serie)
- 2005 – Criminal Minds (TV-serie)
- 2005 – The Comeback (TV-serie)
- 2005–2007 – Våra bästa år (TV-serie)
- 2006 – Cold Case (TV-serie)
- 2006 – What About Brian (TV-serie)
- 2006 – The Closer (TV-serie)
- 2006 – Justice (TV-serie)
- 2006 – Everybody Hates Chris (TV-serie)
- 2007 – Drake & Josh (TV-serie)
- 2007 – Shark (TV-serie)
- 2007 – Studio 60 on the Sunset Strip (TV-serie)
- 2007 – Entourage (TV-serie)
- 2007 – Life (TV-serie)
- 2007 – Boston Legal (TV-serie)
- 2007 – Bones (TV-serie)
- 2007–2010 – The Sarah Silverman Program (TV-serie)
- 2008 – CSI: Miami (TV-serie)
- 2008 – Brothers & Sisters (TV-serie)
- 2008 – Jimmys vrickade värld (TV-serie)
- 2008 – The Mentalist (TV-serie)
- 2008–2013 – The Secret Life of the American Teenager (TV-serie)
- 2009 – Eleventh Hour (TV-serie)
- 2009 – The Young and the Restless (TV-serie)
- 2009 – Cityakuten (TV-serie)
- 2010 – Big Love (TV-serie)
- 2010 – Southland (TV-serie)
- 2010 – How I Met Your Mother (TV-serie)
- 2010 – Sons of Anarchy (TV-serie)
- 2010 – It's Always Sunny in Philadelphia (TV-serie)
- 2010 – Private Practice (TV-serie)
- 2010 – 90210 (TV-serie)
- 2010 – Law & Order: LA (TV-serie)
- 2010 – Victorious (TV-serie)
- 2010–2014 – 2 1/2 män (TV-serie)
- 2011 – General Hospital (TV-serie)
- 2011 – Castle (TV-serie)
- 2011 – Workaholics (TV-serie)
- 2011 – Hawthorne (TV-serie)
- 2011 – Big Time Rush (TV-serie)
- 2011 – The Office (TV-serie)
- 2012 – Luck (TV-serie)
- 2012 – NCIS (TV-serie)
- 2012 – The Mindy Project (TV-serie)
- 2013 – Perception (TV-serie)
- 2013 – The Neighbors (TV-serie)
- 2013 – Revenge (TV-serie)
- 2013–2019 – American Horror Story (TV-serie)
- 2014 – Hart of Dixie (TV-serie)
- 2014 – Ray Donovan (TV-serie)
- 2017 – Agents of S.H.I.E.L.D. (TV-serie)
- 2017 – I'm Dying Up Here (TV-serie)
- 2017–2021 – Conan (TV-serie)
- 2017–2020 – This Is Us (TV-serie)
- 2018 – Timeless (TV-serie)
- 2018 – Animal Kingdom (TV-serie)
- 2018 – 9-1-1 (TV-serie)
- 2018 – Coop och Cami frågar världen (TV-serie)
- 2019 – Dead to Me (TV-serie)
- 2019 – Atypical (TV-serie)
- 2020 – Danger Force (TV-serie)
- 2020 – Dirty John (TV-serie)
- 2020 – Mom (TV-serie)
- 2021 – Good Girls (TV-serie)
- 2022 – NCIS: Los Angeles (TV-serie)
- 2022 – S.W.A.T. (TV-serie)
- 2022 – Physical (TV-serie)
- 2022 – Dahmer – Monster: The Jeffrey Dahmer Story (TV-serie)
- 2023 – Unprisoned (TV-serie)

### Datorspel
- 2009 – Red Faction: Guerilla (röst)
- 2010 – Mafia II (röst)
- 2021 – Resident Evil Village (röst)